# Alfa Romeo 430
Alfa Romeo 430 — пятый по счёту грузовик, производимый автомобильной компанией Alfa Romeo в 1942—1950 годах. Производство данного грузовика началась с военного проекта под номером (430RE), основой которого стал крупногабаритный грузовик Alfa Romeo 800. Некоторые грузовики были преобразованы в зенитно-стрелковые комплекты, оснащаемые автоматическими орудиями 20 мм (0.8 дюймов) IF Scotti. После войны грузовики производились для коммерческих нужд. Обе модели и военная, и гражданская производились вплоть до 1950 года.
430 оснащалась 5.8 литровым четырёхрядным дизельным двигателем, который мог выдавать 80 л.с. (60 кВт) при 2000 об/мин. С такой мощностью грузовик мог развивать скорость в 65 км/ч (40 миль/ч). На одном баке грузовик мог проехать 390 километров (240 миль).